# Ángel Romero (guitariste)
Pour les articles homonymes, voir Ángel Romero et Romero.
Angel Romero (né le 17 août 1946 à Malaga) est un guitariste classique espagnol, chef d'orchestre et ancien membre du quatuor de guitares Los Romeros.

## Biographie
Angel Romero est le plus jeune fils de Celedonio Romero, qui en 1957 a quitté l'Espagne pour les États-Unis avec sa famille. Avec son père et ses deux frères, Celin et Pepe Romero, il fait partie du quatuor de guitares Los Romeros, fondé en 1960, qui s'est produit partout à travers le monde, interprétant des œuvres classiques aussi bien que le répertoire flamenco.
Angel Romero fait ses débuts professionnels à l'âge de six ans. À seize ans, à ses débuts aux États-Unis, il apparaît comme le premier guitariste soliste du Los Angeles Philharmonic, donnant au Concierto de Aranjuez de Joaquín Rodrigo sa première pour la côte Ouest des États-Unis. Il étudie la direction d'orchestre avec Eugene Ormandy, le chef d'orchestre de l'Orchestre de Philadelphie.
Il se produit en tant que soliste avec des orchestres dont le New York Philharmonic, le Cleveland Orchestra, le Royal Philharmonic et le Royal Concertgebouw Orchestra. Il dirige également la Pittsburgh Symphony, l'Academy of St Martin in the Fields, la Royal Philharmonic, l'Allemagne NDR Symphony Orchestra et la Berlin Symphoniker, la Beijing Philharmonic, la Euro-Asia Philharmonic, la Shanghai Symphony, la Bogotá Philharmonic, la Chicago Sinfonietta, l'Orquesta de Baja California, le Santa Barbara Symphony, le San Diego Symphony et le San Diego Chamber Orchestra, entre autres. Il publie des enregistrements pour Delos International, RCA Victor Sceau rouge et RCA Victor Worldwide, Telarc et Angel / EMI (enregistrements Angel / EMI produits par Patti Laursen).
Le 11 février 2000, à l'USC Thornton School of Music, ses frères, Pepe, Celin et lui-même reçoivent chacun la Grand-Croix d'Isabelle la Catholique (la plus haute distinction qui puisse être offerte en Espagne) et sont anoblis pour leurs réalisations musicales ; la cérémonie comprend une représentation de gala par Los Romeros et le Thornton Chamber Orchestra.
En 2007, il est honoré par la Recording Academy, producteur des Grammy Awards, du Recording Academy President's Merit Award.
Il s'implique également dans l'industrie cinématographique. En 1989, il interprète la partition de The Milagro Beanfield War, dirigée par Robert Redford. En 1994, il compose et réalise la partition musicale de Bienvenido-Welcome, un film de Gabriele Retes, pour lequel il remporte l'ARIEL 1995 (Academy Award du Mexique). Il interprète également et enregistre la partition de By the Sword composée par Bill Conti, et joue un rôle de drogué dans Bound by Honor de Taylor Hackford.